# Gérard Pussey
 (janvier 2018).
Si vous disposez d'ouvrages ou d'articles de référence ou si vous connaissez des sites web de qualité traitant du thème abordé ici, merci de compléter l'article en donnant les références utiles à sa vérifiabilité et en les liant à la section « Notes et références ».
Gérard Pussey est un écrivain français né le 20 juin 1947 à Villeneuve-Saint-Georges.

## Biographie
Journaliste, critique littéraire et romancier initié à la littérature par son oncle, l'écrivain et scénariste René Fallet, Gérard Pussey est notamment lauréat des prix littéraire de la Vocation (1979), prix Roger-Nimier (1980), Alexandre-Vialatte (1993) et de la Société des gens de lettres (1993). Il a figuré plusieurs fois sur les dernières listes des prix Renaudot et Interallié. Les romans de Gérard Pussey s'attachent à évoquer "l'enfance et la jeunesse où tout se joue" et à faire revivre les souvenirs anciens de mondes disparus. 
Quelques prix et distinctions
- 1979 : Prix littéraire de la Vocation pour L'Homme d'intérieur
- 1980 : Prix Roger-Nimier pour L'Homme d'intérieur
- 1983 : Prix Contrepoint pour L'Amour tombé du lit
- 1988 : (international) « Honour List »[3] de l' IBBY, Catégorie Auteur, pour ''Fiston marie Gros Papa (illustré par Michel Gay)
- 1993 : Grand Prix SGDL du roman jeunesse[2] pour Piquanchâgne
- 1995 : Prix Alexandre-Vialatte pour Menteur

## Œuvre
Romans
- Châteaux en Afrique (1976), Denoël
- L'Homme d'intérieur (1979), Denoël – Prix Roger-Nimier 1980
- L'Amour tombé du lit (1982), Denoël – Prix Contrepoint 1983
- Piquanchâgne (1992), Médium – Grand Prix SGDL du roman jeunesse[2] 1993
- Ma virée avec mon père (1994), Gallimard
- Robinson malgré lui (2001), Nil
- Nous deux,   rue Bleue (2002), ill. Philippe Dumas, Gallimard
- Mamy Ward (2003), L'École des loisirs
- Une journée pour tout changer suivi de Mort d'un hypocondriaque (2005), éditions du Rocher
- Au temps des vivants (2007), éditions Fayard et Le Livre de poche, n° 31253
- Les Succursales du ciel (2009), éditions Fayard et Le Livre de poche, n° 32303
- Rêves et cauchemars de Georges Mandard (2013), ill. Philippe Dumas, Le Castor astral
- La mémoire du lac (2018), Le Castor Astral
- Camille et François (2019), éditions du Rocher

Les trois « Noires » (romans)
- Menteur (1995), Le Castor astral – Prix Alexandre-Vialatte 1995
- Le Libraire et l'Écrivain (1999), Le Castor astral
- Le Don d'Hélène (2014), éditions Lajouanie

Pour la jeunesse (extrait du catalogue)
- Les Citrouilles du diable (1981), ill. Michel Gay, récit, L'École des loisirs
- Pâtatarte (1982), ill. Irène Stegmann, récit, Editions du Centurion
- Le roi Émile (1983), ill. Michel Guiré-Vaka, récit, Editions du Centurion
- Fiston et Gros Papa (1983), ill. Michel Gay, récit, Fernand Nathan
- Nicolas et son robot (1985), ill. Michel Gay, récit, Centurion jeunesse
- Le nez de Véronique (1986), ill. Claude Boujon, récit, L'École des loisirs
- Fiston marie Gros Papa (1986), ill. Michel Gay, roman, Fernand Nathan
- La Nuit du Boufadou (1987), ill. Philippe Dumas, récit, L'École des loisirs
- Monsieur Max ou le Dernier Combat (1988), roman, L'École des loisirs
- Maman a disparu ! (1990), ill. Philippe Dumas, récit, L'École des loisirs
- Cent vingt-quatre (1990), ill. Philippe Dumas, récit, L'École des loisirs
- Le Noël du Père Noël (1991), ill. Claude Boujon, récit, L'École des loisirs
- Le Hold-up de la Tour Eiffel (1992), ill. Jean-Charles Sarrazin, récit, L'École des loisirs
- Le Chauffeur de l'autocar (1994), ill. Philippe Dumas, récit, L'École des loisirs
- Les Vélos rouillés (1997), ill. Philippe Dumas, récit, L'École des loisirs
- En attendant ton retour (1999), roman, L'École des loisirs

Traduction
- Jeux (1981), roman de Friedrich Karl Waechter, avec Thierry Luterbacher et Christian Poslaniec, L'École des loisirs
- Notre prof (1981), roman de Walter Kempowski, ill. Roswitha Quadflieg, L'École des loisirs

En collaboration
- Comment devenir un roi du spectacle (1979), avec Phineas Taylor Barnum et Raoul Boudier, éd. L'École des loisirs
- Dictionnaire des illustrateurs : 1800-1914 (1983), avec Marcus Osterwalder, éd. Hubschmid & Bouret
- Dictionnaire des illustrateurs: 1890-1945 (1983), avec Marcus Osterwalder, éd. Hubschmid & Bouret
- Dictionnaire des illustrateurs: 1905-1965 (1983), avec Marcus Osterwalder, éd. Hubschmid & Bouret
- L'Ecole des parents. 9-10, Septembre-octobre 1994 (1994), avec [?]
- Le best of Elle Deco (1997), avec Jean Demachy, éd. MP Bookline Internat.
- L'École des lettres, collège. 2, 15/09/05 (2005), avec 1 n°, éd. L'École des lettres collèges, 2
- Rallye lecture, CM : (CM1 - CM2) : 20 livres (2012), avec Sylvie Legrand, éd. Martin Média
- Maux d'excuse : les mots de l'hypocondrie (2014), avec Patrice Delbourg, éd. Le Cherche midi